# Cosaques du Don
Pour les articles homonymes, voir Don.

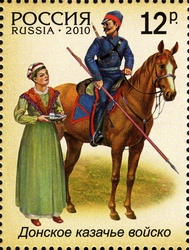
Cosaques du Don, timbre russe de 2010.

Drapeau des cosaques du Don.

Les cosaques du Don sont une cosaquerie installée dans la région du fleuve Don dans le sud de la Russie.

## Historique

### Les origines des cosaques du Don
On fait remonter l'histoire officielle des cosaques du Don à leur fondation le 3 janvier 1570, date d'une lettre d'Ivan le Terrible aux cosaques qui avaient pourtant déjà participé à la lutte des souverains russes contre Kazan et Astrakhan dans les années 1550.

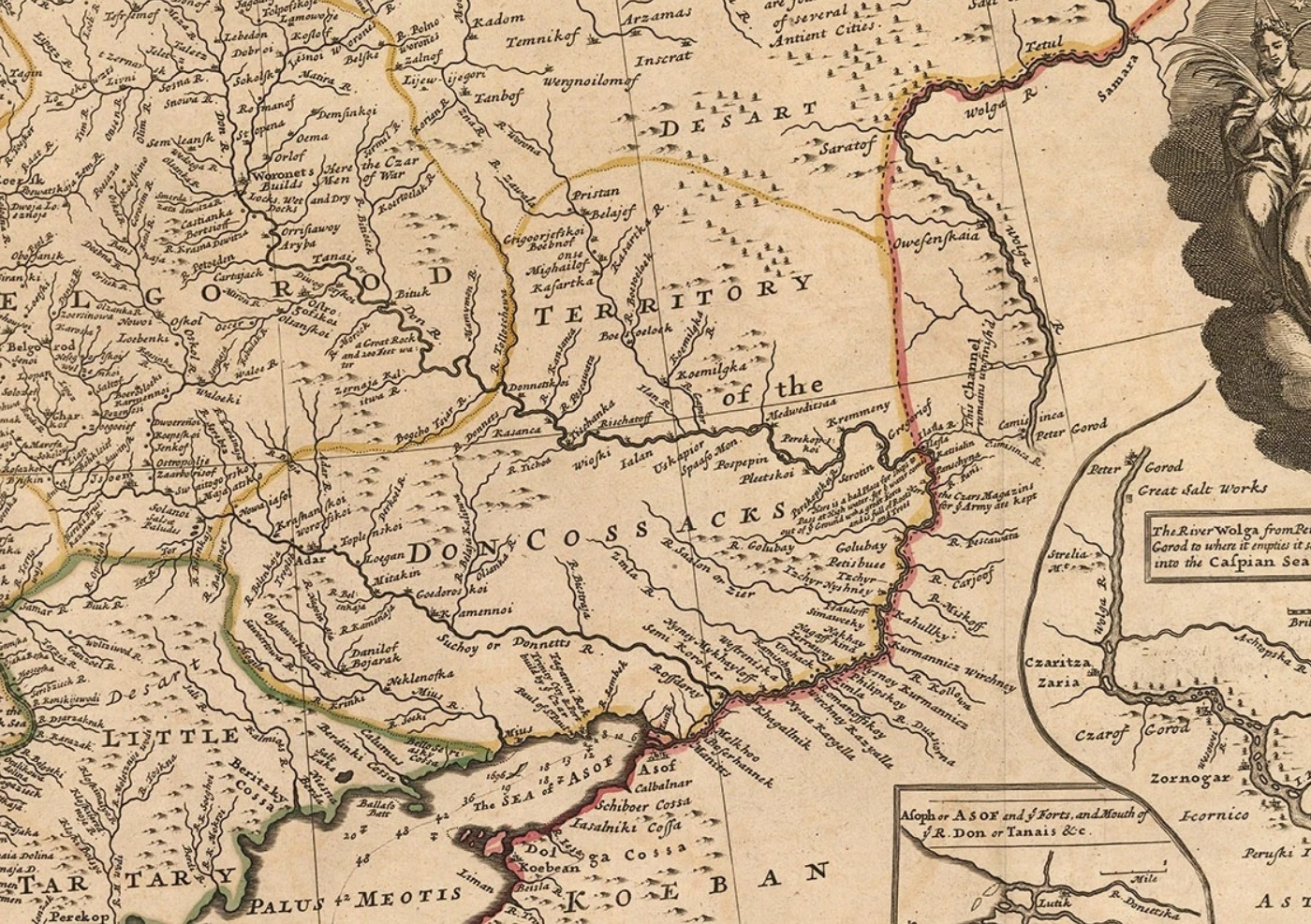
Territoire des cosaques du Don - Herman Moll 1715

Le berceau des cosaques du Don se situe sur le fleuve Don en Russie, leur origine ethnique est sujette à diverses hypothèses mettant en jeu des populations locales et des paysans russes fuyant le servage.
À partir d’Ivan le Terrible, les tsars de Russie s’attachent les services des cosaques du Don, notamment en leur envoyant fournitures, munitions, vivres, tant pour s’adjoindre les services de cette cavalerie d’élite, que pour les maintenir dans un état de soumission, les empêchant de se retourner contre le pouvoir russe.
En 1708, à la suite de la révolte de Boulavine, Pierre le Grand limita l'autonomie des cosaques et décida soumettre le choix de l'ataman à son approbation. Les troupes cosaques furent plus fortement intégrées à l'armée impériale et participèrent aux campagnes contre la Perse (1722-23), la Suède (1741) et la Prusse (guerre de Sept Ans, 1756-63).

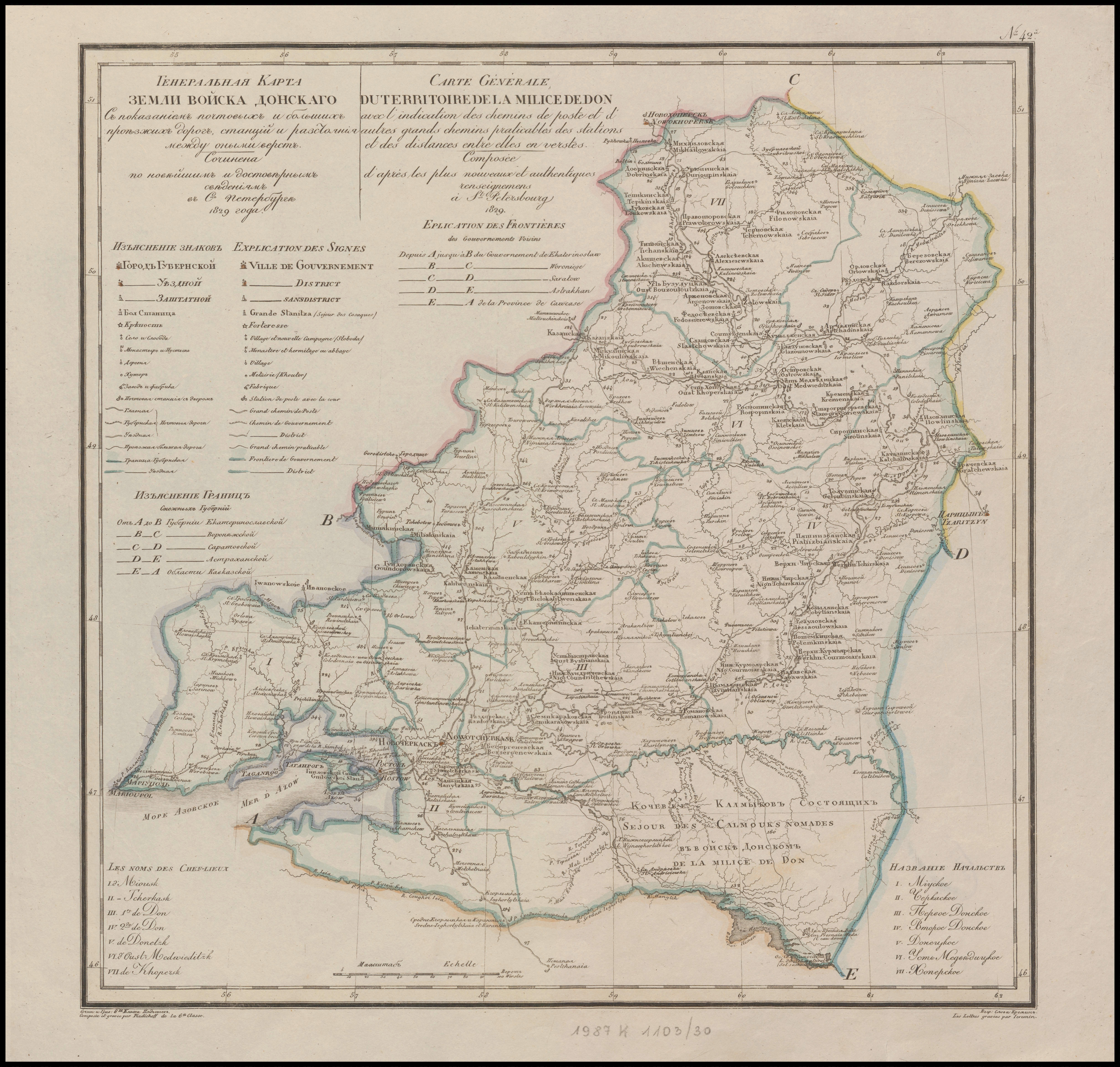
Carte Générale - Territoire de la Milice du Don. Novotcherkassk visible comme capitale. La carte de Pâdyšev, Vasilij Pietrovič (1829)

Les cosaques conservent une forte autonomie et se voient reconnaître un territoire propre, l'oblast de l'armée du Don. La première capitale des cosaques du Don était Razdorskaïa, puis Tcherkassk en 1644 et enfin Novotcherkassk en 1805.

### L’apogée des cosaques du Don

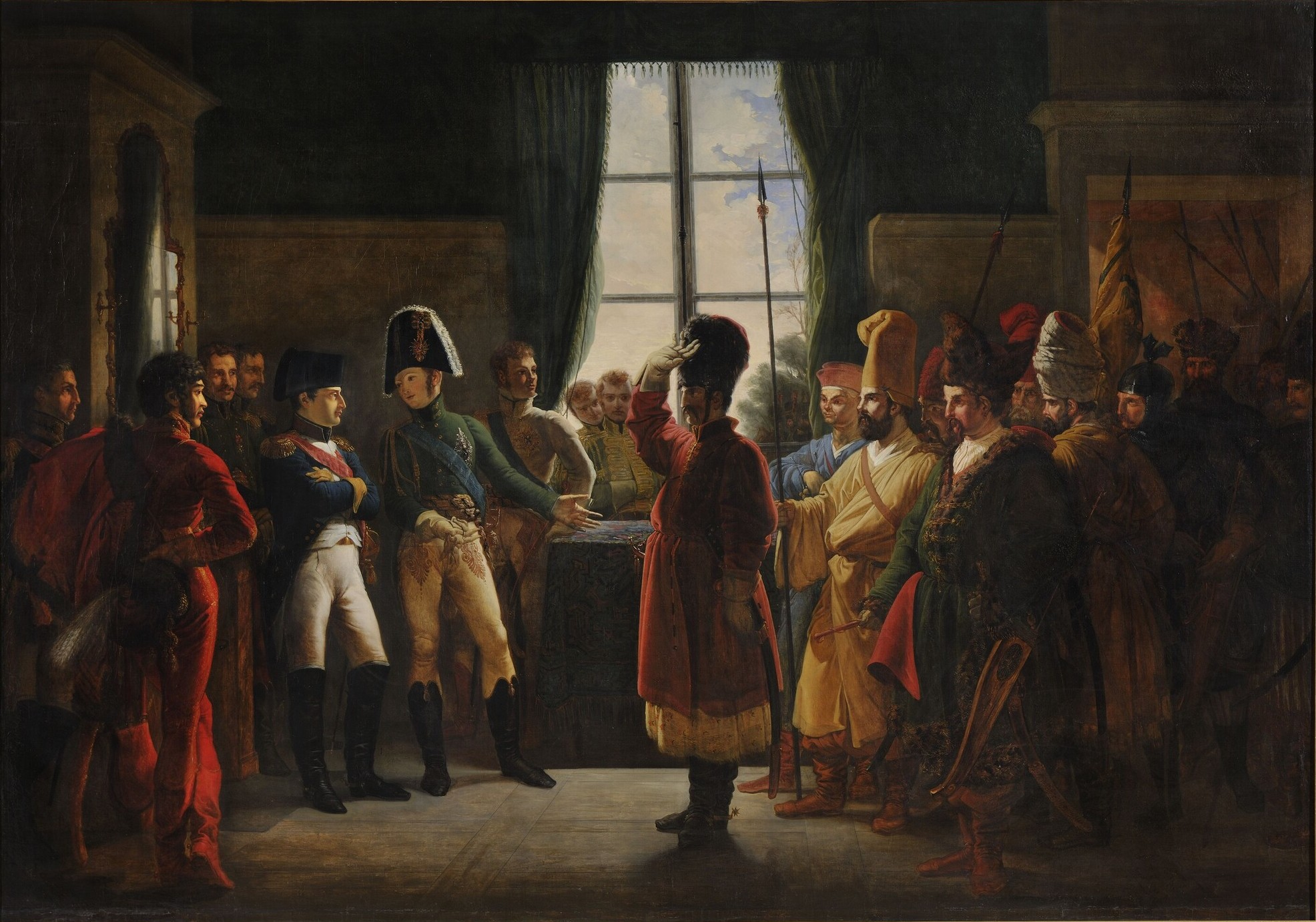
Alexandre Ier présente à Napoléon les Kalmouks, les Cosaques et les Bachkirs de l'armée russe le 9 juillet 1807, tableau de Pierre-Nolasque Bergeret.

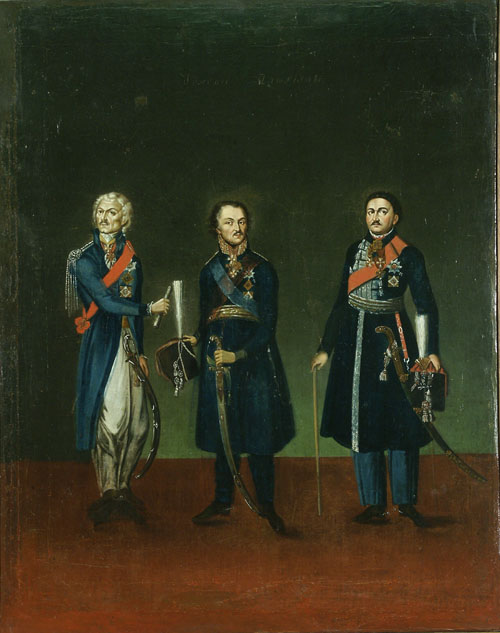
Trois atamans Matveï Platov, Vassili Orlov, Fédor Dénissov, collection du musée des cosaques du Don.

Les cosaques du Don connaissent leur apogée durant les guerres entre la Russie et Napoléon Ier. Ils sont réputés pour avoir effectué par grand froid une traversée des Alpes réputée infaisable. Pendant la campagne de France de 1814, ils avancent jusqu'à Paris et établissent leur campement sur les Champs-Élysées.
Ils sont chargés de protéger les frontières de l'Empire russe : plusieurs armées cosaques sont détachées vers la Sibérie, le Turkestan et le Caucase russe.
Lors de la Première Guerre mondiale, les cosaques du Don fournissent 60 régiments de cavalerie, 136 sotnias, 6 bataillons d'infanterie, 33 batteries d'artillerie (en tout plus de cent mille hommes).
Après la guerre civile russe et la « décosaquisation » mise en œuvre par les bolcheviks, les cosaques du Don cessent d'exister en tant que formation paramilitaire.

### Milices cosaques dans la guerre du Donbass

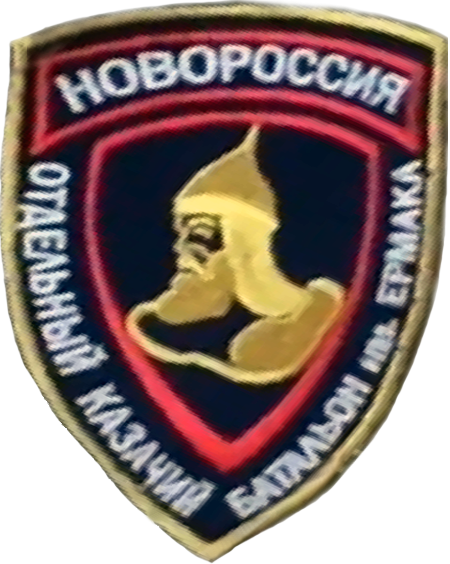
Insigne du bataillon cosaque Yermak dans la république populaire de Lougansk, 2014.

Le territoire historique des cosaques du Don recoupait les oblasts de Donetsk et Louhansk, en Ukraine actuelle. Des groupes paramilitaires se réclamant de la tradition cosaque jouent un rôle actif pendant la guerre du Donbass, à partir de 2014, dans le camp des républiques séparatistes.

## Organisation des cosaques du Don
Les cosaques du Don, hommes libres et égaux, élisaient (jusqu'en 1708) leur ataman au cours d'assemblées (kroug). Celui-ci gouvernait avec une assemblée militaire (rada).

### Ataman du Don
L’ataman est le dirigeant élu, généralement à vie, par la rada, composée d’un représentant de chaque sotnia. Il est le seul à qui tous les cosaques répondent.

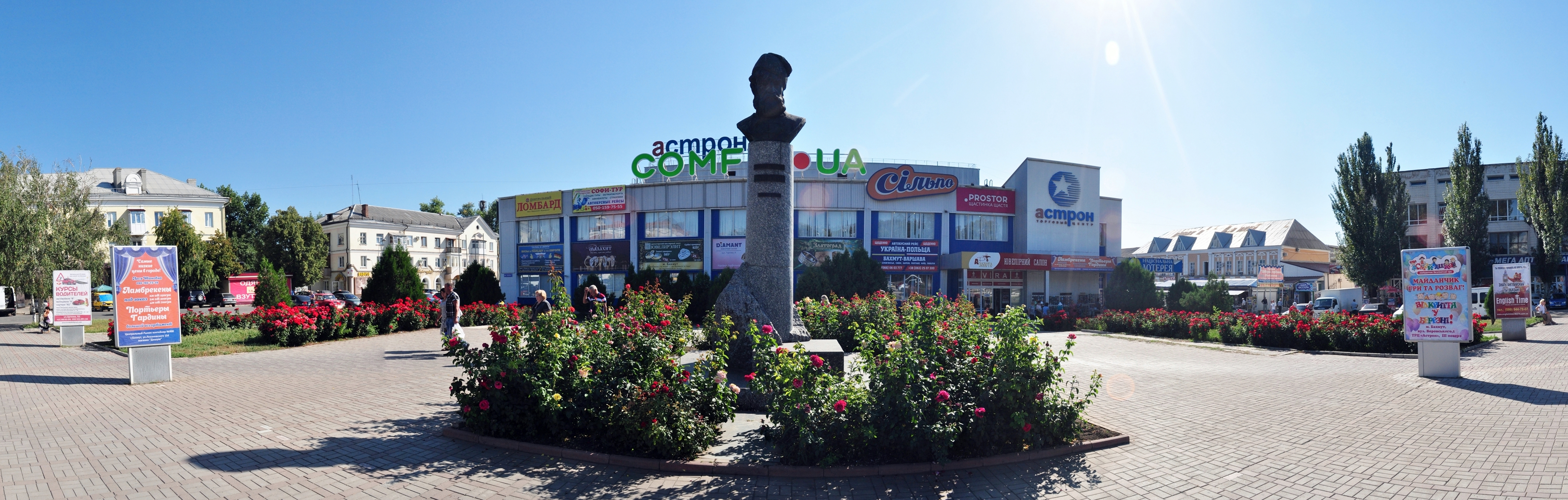
Monument à Kondrati Boulavine à Bakhmout.

La plupart des ataman du Don furent anoblis par les tsars de Russie au titre de comte, voir parfois de kniaz (prince). Depuis Pierre Ier de Russie, la table des rangs (ou tchin) régit la position des cosaques dans la noblesse de l’Empire.
Les atamans sont généralement au 4e ou 3e tchin (rang) de la table, titre équivalent à celui de général, c’est d'ailleurs le grade de plusieurs ataman du Don dont Platov.

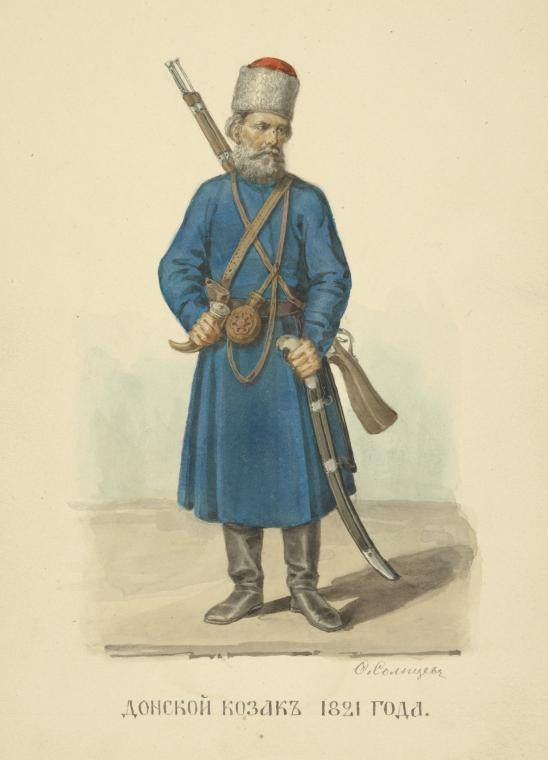
Cosaque du Don, en 1821. Gravure de Fiodor Solntsev, 1869.

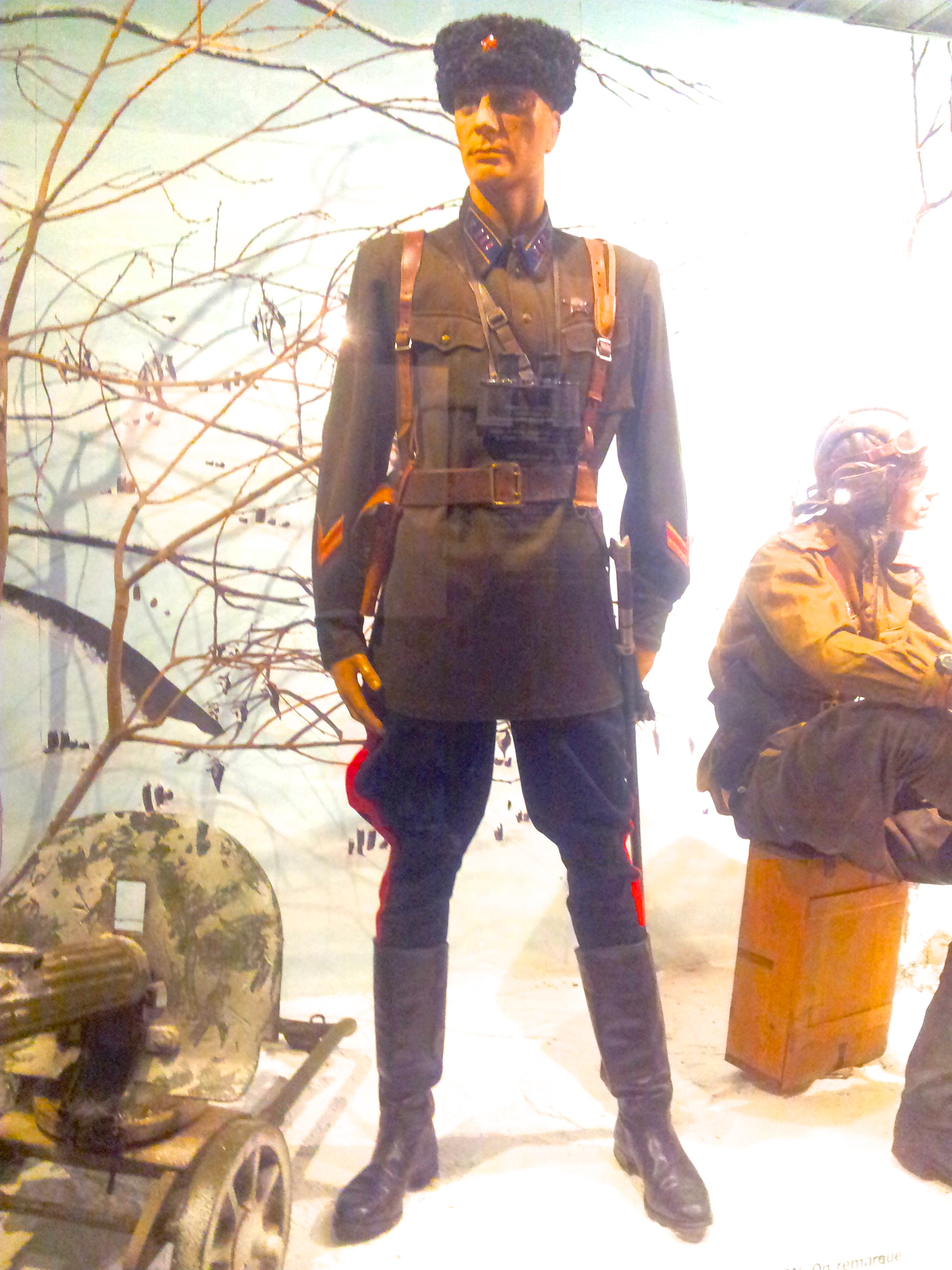
Officier des cosaques du Don avec un sabre traditionnel appelé chachka, son pantalon au liseré garance durant la Seconde Guerre mondiale.

#### Atamans célèbres
- Kondrati Boulavine ataman qui mena une révolte contre Pierre le Grand.
- Matveï Platov, ataman du Don durant les guerres napoléoniennes. Il transféra la capitale des cosaques à Novotcherkassk.
- Alexeï Kaledine, élu ataman le 17 juin 1917 lors de la guerre civile russe, il se suicide le 29 janvier 1918.
- Anatoli Nazarov, bras droit de Kaledine, élu ataman à la mort de ce dernier, il est exécuté par les bolcheviques le 25 février 1918.
- Le général Piotr Nikolaïevitch Krasnov, élu ataman du Don en mai 1918, il sera le dernier ataman élu par les cosaques du Don.
- Mitrofan Petrovitch Bogaïevski, ataman provisoire, il fut le commandant de la rada du Don lors du gouvernement de l’ataman Kaledine, il fut arrêté et fusillé par les gardes rouges en 1918.
- Afrikan Petrovitch Bogaïevski, ataman en second, il prit la tête de la rada du Don à la mort de son frère, lui-même mourut en exil à Paris en 1934.

### Au service de la Russie
Les cosaques se distinguaient dans l'empire russe par un système particulier d'obligations militaires (ils étaient en retour exempts de la conscription), d'imposition et de taxation ainsi que d'utilisation des terres appartenant à l'État.
Difficilement intégrables dans les unités régulières, les cosaques du Don étaient réputés pour leur travail de courrier, de reconnaissance et de harcèlement des lignes en fuite. Ils servaient également à protéger les marches de l'empire.
L’armée du Don, la principale armée cosaque de l'empire, pouvait mobiliser quasiment sans délai 70 000 « sabres » (cavaliers). Les cosaques de la Garde impériale étaient issus du Don, leur base de recrutement était à Novotcherkassk.

### Uniforme des cosaques du Don
L’uniforme des cosaques du Don est d’une remarquable unité par rapport à ceux des autres cosaqueries, qui varient en fonction des unités.
L’uniforme est bleu galonné de rouge, avec la coiffe de fourrure typique des cosaques.

### Drapeau des cosaques du Don
Le drapeau des cosaques du Don, adopté le 4 mai 1918, est un tricolore horizontal bleu, jaune et rouge.